# Liste der Biografien/Af
Liste der Biografien |
Portal Biografien |
Personensuche
# |
A |
B |
C |
D |
E |
F |
G |
H |
I |
J |
K |
L |
M |
N |
O |
P |
Q |
R |
S |
T |
U |
V |
W |
X |
Y |
Z |
?
 
Aa |
Ab |
Ac |
Ad |
Ae |
Af |
Ag |
Ah |
Ai |
Aj |
Ak |
Al |
Am |
An |
Ao |
Ap |
Aq |
Ar |
As |
At |
Au |
Av |
Aw |
Ax |
Ay |
Az
Die Liste der Biografien führt alle Personen auf, die in der deutschsprachigen Wikipedia einen Artikel haben. Dieses ist eine Teilliste mit 285 Einträgen von Personen, deren Namen mit den Buchstaben „Af“ beginnt.

## Af
- Af Jochnick, Kerstin (* 1958), schwedische Wirtschaftswissenschaftlerin und Bankmanagerin
- Af Uhr, Paulus (1892–1972), schwedischer Leichtathlet und Generalmajor

### Afa
- Afable, Guillermo Dela Vega (* 1951), philippinischer Geistlicher, Bischof von Digos
- Afacan, Elçin (* 1991), türkische Schauspielerin
- Afacanoğlu, Emrecan (* 1991), türkischer Fußballspieler
- Afagh, Hamed (* 1983), iranischer Basketballspieler
- Afaja, Pauline (* 1990), deutsche Schauspielerin
- Afamado, Ethel (* 1940), uruguayische Sängerin und Schriftstellerin
- Afamado, Gladys (1925–2024), uruguayische Künstlerin und Schriftstellerin
- Afanador, Brian (* 1997), puerto-ricanischer Tischtennisspieler
- Afanasenko, Dimitri (* 1981), belarussischer Skispringer
- Afanasieff, Walter (* 1958), US-amerikanischer Musikproduzent und SongwriterWalter Afanasieff (* 1958)

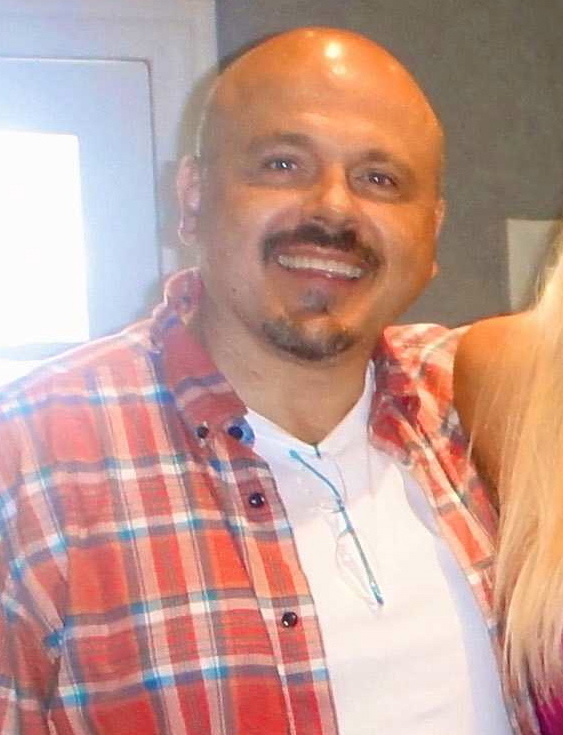
Walter Afanasieff (* 1958)

- Afanasiev, Nick (* 1989), US-amerikanischer Schauspieler und Filmemacher russischer Herkunft
- Afanasjev, Vahur (1979–2021), estnischer Schriftsteller und Musiker
- Afanasjew, Heorhij (1848–1925), ukrainischer Historiker, Journalist und Politiker
- Afanasjew, Jerzy (1932–1991), polnischer Dichter, Prosaschriftsteller, Drehbuchautor und Regisseur
- Afanasjew, Kirill Nikolajewitsch (1909–2002), russischer Architekt, Stadtplaner, Kunsthistoriker, Hochschullehrer und Gründungsmitglied der Union der Architekten der UdSSR
- Afanasjew, Nikita (* 1982), deutscher Autor und Journalist russischer Herkunft
- Afanassenko, Jewgeni Iwanowitsch (1914–1993), sowjetischer Politiker und Diplomat
- Afanassenkow, Dmitri Anatoljewitsch (* 1980), russischer Eishockeyspieler
- Afanassjew, Alexander Alexejewitsch (1917–1987), sowjetischer Theaterschauspieler und Filmschauspieler
- Afanassjew, Alexander Nikolajewitsch (1826–1871), Erforscher russischer MärchenAlexander Nikolajewitsch Afanassjew (1826–1871)

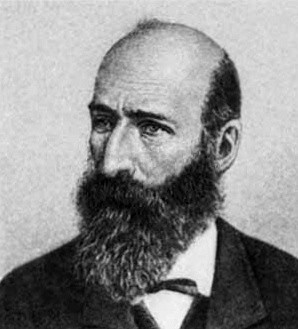
Alexander Nikolajewitsch Afanassjew (1826–1871)

- Afanassjew, Alexei Fjodorowitsch (1850–1920), russischer Maler, Grafiker und Karikaturist
- Afanassjew, Boris Iwanowitsch (1913–1983), sowjetischer Eishockeytorwart und Eishockeytrainer sowie Fußballspieler
- Afanassjew, Georgi Wassiljewitsch (1909–1971), sowjetisch-belarussischer Schachkomponist
- Afanassjew, Juri Nikolajewitsch (1934–2015), russischer Historiker
- Afanassjew, Leonid Wiktorowitsch (1921–1995), sowjetischer Komponist
- Afanassjew, Nikolai Jakowlewitsch (1821–1898), russischer Violinvirtuose und Komponist
- Afanassjew, Nikolai Nikolajewitsch (1893–1966), russisch-orthodoxer Theologe
- Afanassjew, Sergei Andrejewitsch (* 1988), russischer Automobilrennfahrer
- Afanassjew, Sergei Germanowitsch (1964–2019), russischer Mittelstreckenläufer
- Afanassjew, Waleri Pawlowitsch (* 1947), russischer Pianist
- Afanassjew, Wiktor Grigorjewitsch (1922–1994), sowjetischer Journalist, Chefredakteur der Prawda
- Afanassjew, Wiktor Michailowitsch (* 1948), sowjetischer Kosmonaut
- Afanassjew-Tschuschbynskyj, Oleksandr (1816–1875), russisch-ukrainischer Historiker, Sprachwissenschaftler, Schriftsteller und Ethnologe
- Afanassjewa, Aljona (* 1987), ukrainische Billardspielerin
- Afanassjewa, Darja (* 1995), belarussische Feministin und Aktivistin
- Afanassjewa, Jelena Alexandrowna (* 1967), russische Mittelstreckenläuferin
- Afanassjewa, Jelena Wladimirowna (* 1975), russische Politikerin
- Afanassjewa, Nina Jelissejewna (* 1939), samische Politikerin und Sprachaktivistin
- Afanassjewa, Wiktorija (* 1984), kasachische Biathletin
- Afandi, Mustapha (* 1958), marokkanischer Radrennfahrer
- Əfəndiyev, Elçin (1943–2025), aserbaidschanischer Schriftsteller, Professor und PolitikerElçin Əfəndiyev (1943–2025)

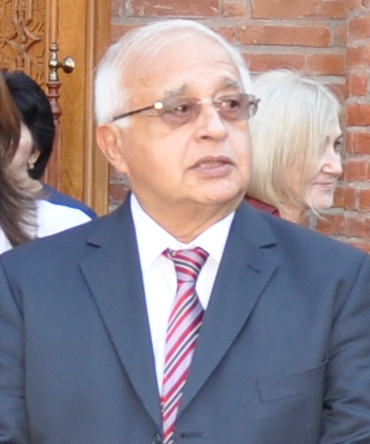
Elçin Əfəndiyev (1943–2025)

- Əfəndiyeva, Humay (* 1975), aserbaidschanische Juristin
- Əfəndiyeva, Samirə (* 1991), aserbaidschanische Sängerin
- Əfəndizadə, Şəfiqə (1883–1959), aserbaidschanische Pädagogin, Schriftstellerin und Publizistin
- Afara, Juan (* 1960), paraguayischer Politiker, Vizepräsident sowie Senator
- Afareha, John ’Oke (* 1947), nigerianischer Geistlicher, römisch-katholischer Bischof von Warri
- Afasi, Mischari Raschid al- (* 1976), kuwaitischer Imam und Koranrezitator

### Afc
- Afcham, Marsieh (* 1964), iranische Diplomatin

### Afd
- Afdal Schahanschah, al- († 1121), Regent der Fatimiden (1094–1121)

### Afe
- Afeef Didi, Abdullah (1916–1993), maledivischer Politiker und Präsident der Republik Suvadiva
- Afek, Sharon (* 1970), israelischer General
- Afek, Yehuda (* 1952), israelischer Mathematiker und Experte für Netzwerksicherheit
- Afek, Yochanan (* 1952), israelisch-niederländischer Schachkomponist, -spieler, -journalist, -organisator und -trainer
- Afellay, Ibrahim (* 1986), niederländischer FußballspielerIbrahim Afellay (* 1986)

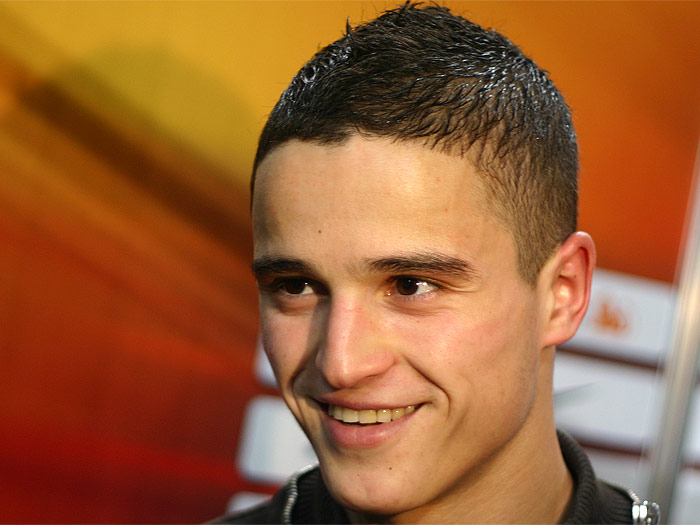
Ibrahim Afellay (* 1986)

- Afena-Gyan, Felix (* 2003), ghanaischer Fußballspieler
- Afer, Bilel (* 2001), algerischer Leichtathlet
- Aferi, Nathan Apea (1922–2003), ghanaischer Politiker
- Afewerki, Abraham (1966–2006), eritreischer Sänger
- Afewerki, Isayas (* 1946), eritreischer Politiker, Staatspräsident und Regierungschef von EritreaIsayas Afewerki (* 1946)

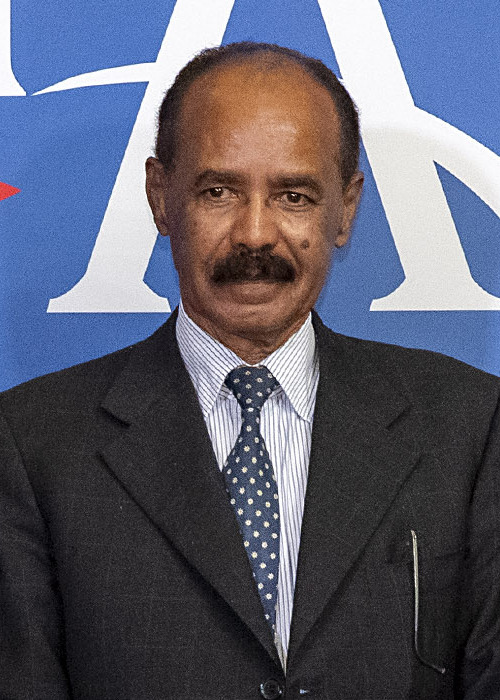
Isayas Afewerki (* 1946)

- Afework, Abebech (* 1990), äthiopische Langstreckenläuferin

### Aff
- Aff, Balthasar († 1575), Bürgermeister der Stadt Heilbronn
- Aff, Claus, Landammann
- Aff, Georg der Alte († 1574), Bürgermeister von Heilbronn
- Affabili, Lucietta (1725–1776), italienische Opernsängerin (Sopran)
- Affaitati, Carlo Ambrogio (1625–1695), italienischer katholischer Geistlicher
- Affaitati, Isidoro (* 1622), italienisch-polnischer Architekt
- Affamah, Joe-Loïc (* 2002), französisch-togoischer Fußballspieler
- Affandi (1907–1990), indonesischer Maler
- Affane, Amin (* 1994), schwedischer Fußballspieler
- Affecter, griechischer Töpfer und Vasenmaler
- Affel, Hans (1592–1647), deutscher Bürgermeister
- Affel, Herman A. (1893–1972), US-amerikanischer Elektrotechniker, Miterfinder des Koaxialkabels
- Affeld, Judith (* 1978), deutsche Fußballspielerin
- Affeld, Paul (* 1972), deutscher Autor; Musiker und Künstler
- Affeldt, Paul (1931–2004), US-amerikanischer Jazzautor und Produzent
- Affeldt, Werner (1928–2019), deutscher Historiker
- Affelmann, Johann (1588–1624), deutscher evangelischer Theologe
- Affeltranger, Hans (1919–2002), Schweizer Bildender Künstler
- Affemann, Rudolf (1928–2018), deutscher Arzt, Theologe und Psychotherapeut
- Affendi, Jammal-ud-Din (* 1908), afghanischer Hockeyspieler
- Affengruber, David (* 1992), österreichischer Fußballtorwart
- Affengruber, David (* 2001), österreichischer FußballspielerDavid Affengruber (* 2001)

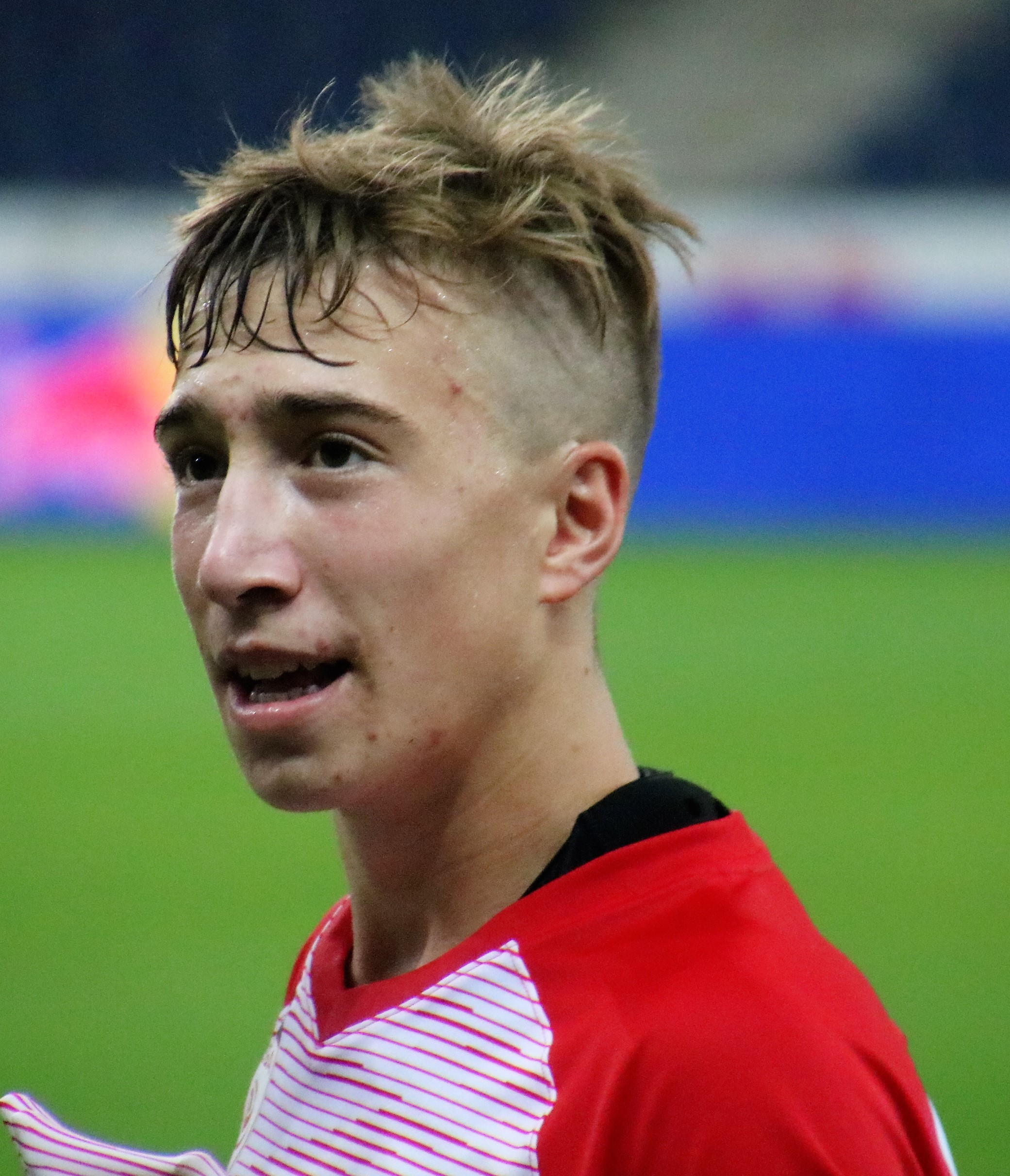
David Affengruber (* 2001)

- Affentranger, Anton (* 1956), Schweizer Manager
- Affentranger, Hans (1916–2005), Schweizer Rennfahrer
- Affentranger, Xaver (* 1897), Schweizer Skispringer, Nordischer Kombinierer und Skilangläufer
- Affentranger-Aregger, Helen (* 1968), Schweizer Politikerin (Die Mitte)
- Affenzeller, Johann (* 1952), österreichischer Politiker (SPÖ), Landtagsabgeordneter
- Affer, Costantino (1906–1987), italienischer Medailleur
- Afferni, Ugo (1871–1931), italienischer Komponist, Kapellmeister und Komponist
- Affini, Edoardo (* 1996), italienischer Radrennfahrer
- Afflalo, Arron (* 1985), US-amerikanischer Basketballspieler
- Affleck, Ben (* 1972), US-amerikanischer Schauspieler, Filmregisseur, Drehbuchautor, Filmproduzent sowie zweifacher Oscar-PreisträgerBen Affleck (* 1972)

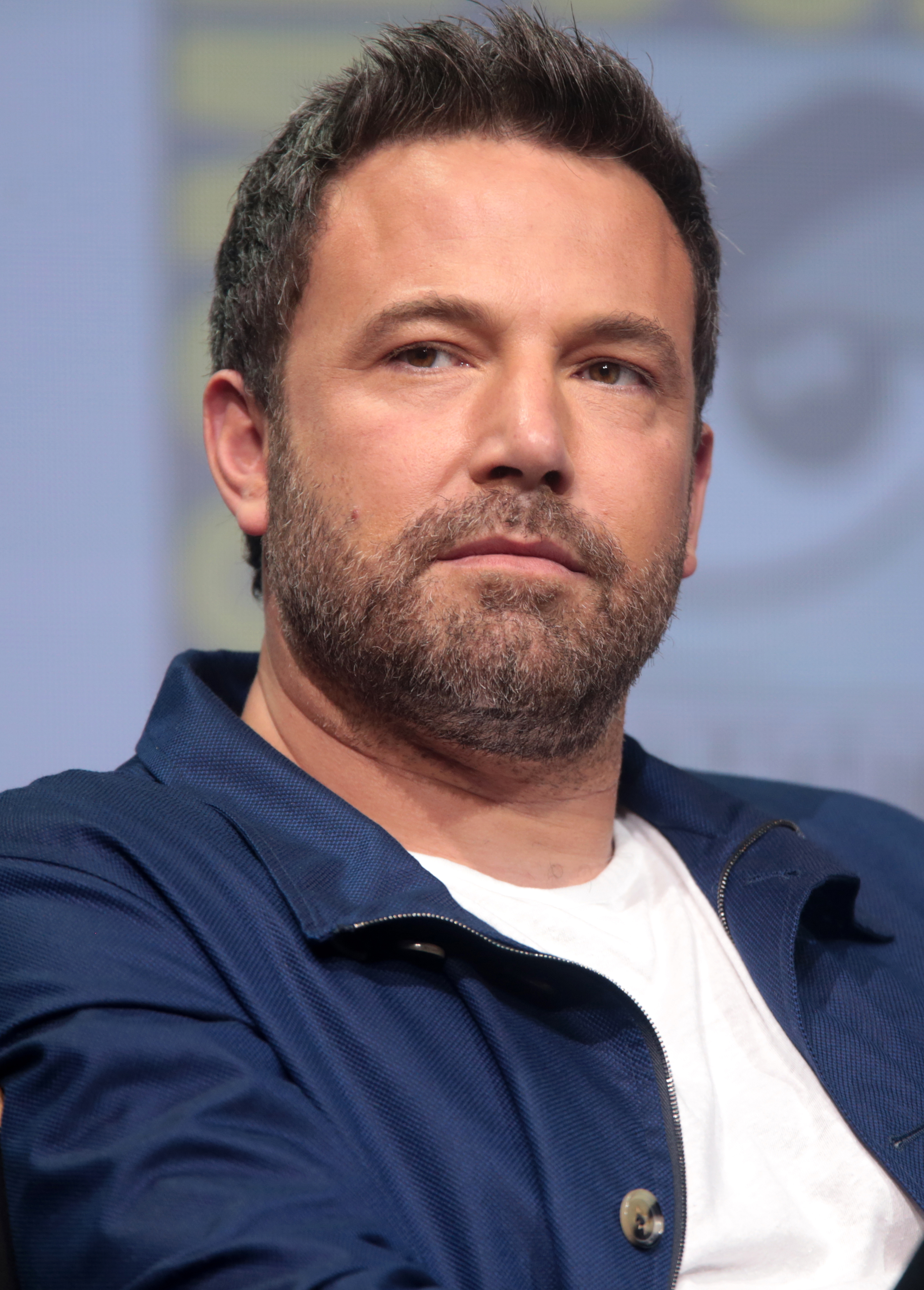
Ben Affleck (* 1972)

- Affleck, Casey (* 1975), US-amerikanischer Schauspieler
- Affleck, Ian (1952–2024), kanadischer theoretischer Physiker
- Afflelou, Alain (* 1948), französischer Geschäftsmann und Optiker
- Afflerbach, Beatrice (1920–2003), Schweizer Grafikdesignerin
- Afflerbach, Holger (* 1960), deutscher Historiker
- Afflerbach, Horst (* 1953), deutscher evangelischer Theologe, Autor und ehemaliger Leiter der Biblisch-Theologischen Akademie Wiedenest
- Affo, Frédéric (1943–2011), beninischer Politiker, Diplomat und Fußballfunktionär (Republik Dahomey/Volksrepublik Benin)
- Affò, Ireneo (1741–1797), italienischer Franziskanermönch und Historiker
- Affo, Karim (* 2006), deutsch-togoischer Fußballspieler
- Affolter, Albert (1856–1932), Schweizer Jurist, Politiker (FDP) und Bundesrichter
- Affolter, Amanz Kaspar (1825–1861), Schweizer Jurist und Politiker
- Affolter, Christian (* 1993), schweizerischer Basketballspieler
- Affolter, Cuno (* 1958), Schweizer Journalist und Comic-Experte
- Affolter, Félicie (1926–2024), Schweizer Psychologin und Logopädin
- Affolter, Ferdinand (1847–1926), Schweizer Mathematiker und Militärwissenschaftler
- Affolter, François (* 1991), Schweizer Fussballspieler
- Affolter, Frank (* 1957), niederländischer Pianist und Komponist
- Affolter, Friedrich (1862–1923), deutsch-schweizerischer Jurist und Hochschullehrer
- Affolter, Hans (1870–1936), Schweizer Jurist, Politiker (SP) und Bundesrichter
- Affolter, Heinz (* 1953), Schweizer Jazzmusiker
- Affolter, Markus (* 1958), Schweizer Entwicklungsbiologe
- Affolter, Max (1923–1991), Schweizer Jurist und Politiker
- Affolter, Paul (1917–2005), Schweizer Zollbeamter
- Affolter, Philipp (* 1997), Schweizer Unihockeyspieler
- Affolter, Silvia (* 1964), Schweizer Unternehmerin, Journalistin und Moderatorin
- Affolter, Therese (* 1951), Schweizer Theater- und Filmschauspielerin
- Affolter, Urs (1958–2016), Schweizer Schauspieler und Musicaldarsteller
- Affonso, Mauricio (* 1992), uruguayischer Fußballspieler
- Affre, Agustarello (1858–1931), französischer Opernsänger (Tenor)
- Affre, Denis Auguste (1793–1848), Erzbischof von Paris
- Affringues, Bruno d’ (1549–1632), französischer Jurist und Kartäuser
- Affronte, Marco (* 1965), italienischer Politiker, MdEP
- Affry, Franz von (1667–1734), französischer Generalleutnant
- Affry, Louis Augustin d’ (1713–1793), Generalleutnant in französischen Diensten, Oberst der SchweizergardeLouis Augustin d’Affry (1713–1793)

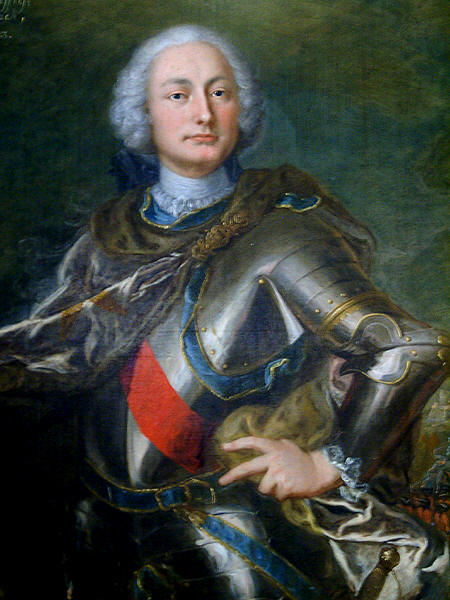
Louis Augustin d’Affry (1713–1793)

- Affry, Louis d’ (1743–1810), Schweizer Landammann der Schweiz, Feldmarschall in französischen Diensten, Schultheiss von Freiburg im Üechtland
- Afful, Andrew Kow, ghanaischer Diplomat
- Afful, Harrison (* 1986), ghanaischer Fußballspieler
- Afful, Solomon (* 1994), ghanaischer Sprinter
- Affutu, Kudjoe (* 1985), ghanaischer Sarg-Künstler

### Afg
- Afghan, Asghar (* 1987), afghanischer Cricketspieler
- Afghan, Sher († 1607), erster Mann von Mehr-un-Nisa, der späteren Mogulkaiserin Nur Jahan
- Afghani, Jamila (* 1976), afghanische Frauenrechtlerin und Friedensaktivistin
- Afgour, Benjamin (* 1991), französischer Handballspieler

### Afh
- Afheldt, Eckart (1921–1999), deutscher General
- Afheldt, Heik (* 1937), deutscher Publizist und Herausgeber
- Afheldt, Horst (1924–2016), deutscher Politologe und Publizist
- Afhüppe, Sven (* 1971), deutscher Journalist

### Afi
- Afia, Indra, deutsche Soulsängerin
- Afif, Ahmed (* 1967), seychellischer Vizepräsident
- Afif, Akram (* 1996), katarischer FußballspielerAkram Afif (* 1996)

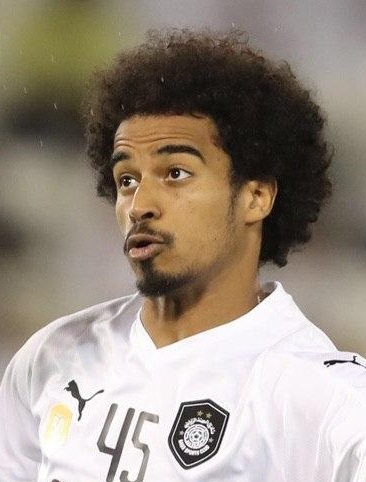
Akram Afif (* 1996)

- Afif, Ali (* 1988), katarisch-tansanianischer Fußballspieler
- Afif, Hamad (* 1988), katarischer Bahn- und Straßenradrennfahrer
- Afif, Saâdane (* 1970), französischer Objekt- und Installationskünstler
- Afilal, Abderrazak († 2020), marokkanischer Gewerkschaftsfunktionär und Politiker
- Afinejewski, Jewgeni (* 1972), sowjetisch-israelisch-amerikanischer Regisseur und Produzent
- Afinger, Bernhard (1813–1882), deutscher Bildhauer
- Afinia Gemina Baebiana, Gattin des Kaisers Trebonianus Gallus
- Afinius Gallus, Lucius, römischer Konsul (62)
- Afinogenow, Alexander Nikolajewitsch (1904–1941), russischer Schriftsteller und Dramatiker
- Afinogenow, Maxim Sergejewitsch (* 1979), russischer Eishockeyspieler
- Afiyo, Agnes (* 1978), ghanaische Sprinterin

### Afk
- Afkari, Navid (1993–2020), iranischer Ringer
- Afkham, David (* 1983), deutscher Dirigent
- Afkhami, Gholam-Reza (1936–2024), iranischer Publizist, Wirtschafts- und Politikwissenschaftler
- Afkhami, Mahnaz (* 1941), iranische Politikerin, amerikanische Aktivistin

### Afl
- Aflalo, Eli (* 1952), israelischer Politiker und Minister
- Aflaq, Michel (1910–1989), arabischer Politiker und Mitbegründer der Ba'ath-ParteiMichel Aflaq (1910–1989)

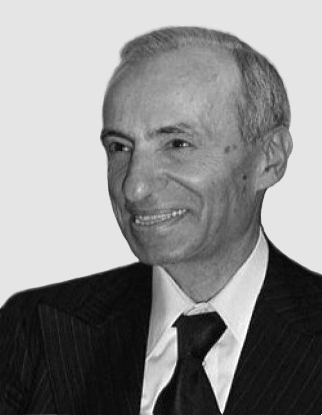
Michel Aflaq (1910–1989)

- Aflenzer, Christian (* 1972), österreichischer Fußballspieler und Trainer
- Aflitulin, Inal Scharipowitsch (* 1988), russischer Handballspieler

### Afo
- Afoa, Evelina (* 1998), samoanische Schwimmerin
- Afoa, John (* 1983), neuseeländischer Rugbyspieler
- Afobe, Benik (* 1993), kongolesisch-englischer Fußballspieler
- Afolabi, Jonathan (* 2000), irischer Fußballspieler
- Afolabi, Ola (* 1980), britischer Boxer
- Afolabi, Olabisi (* 1975), nigerianische Leichtathletin
- Afolabi, Rabiu (* 1980), nigerianischer Fußballspieler
- Afolabi, Según (* 1966), nigerianischer Schriftsteller
- Afolami, Bim (* 1986), britischer Politiker
- Afolayan, Kunle (* 1974), nigerianischer Filmregisseur und Schauspieler
- Afolayan, Oladapo (* 1997), englisch-nigerianischer FußballspielerOladapo Afolayan (* 1997)

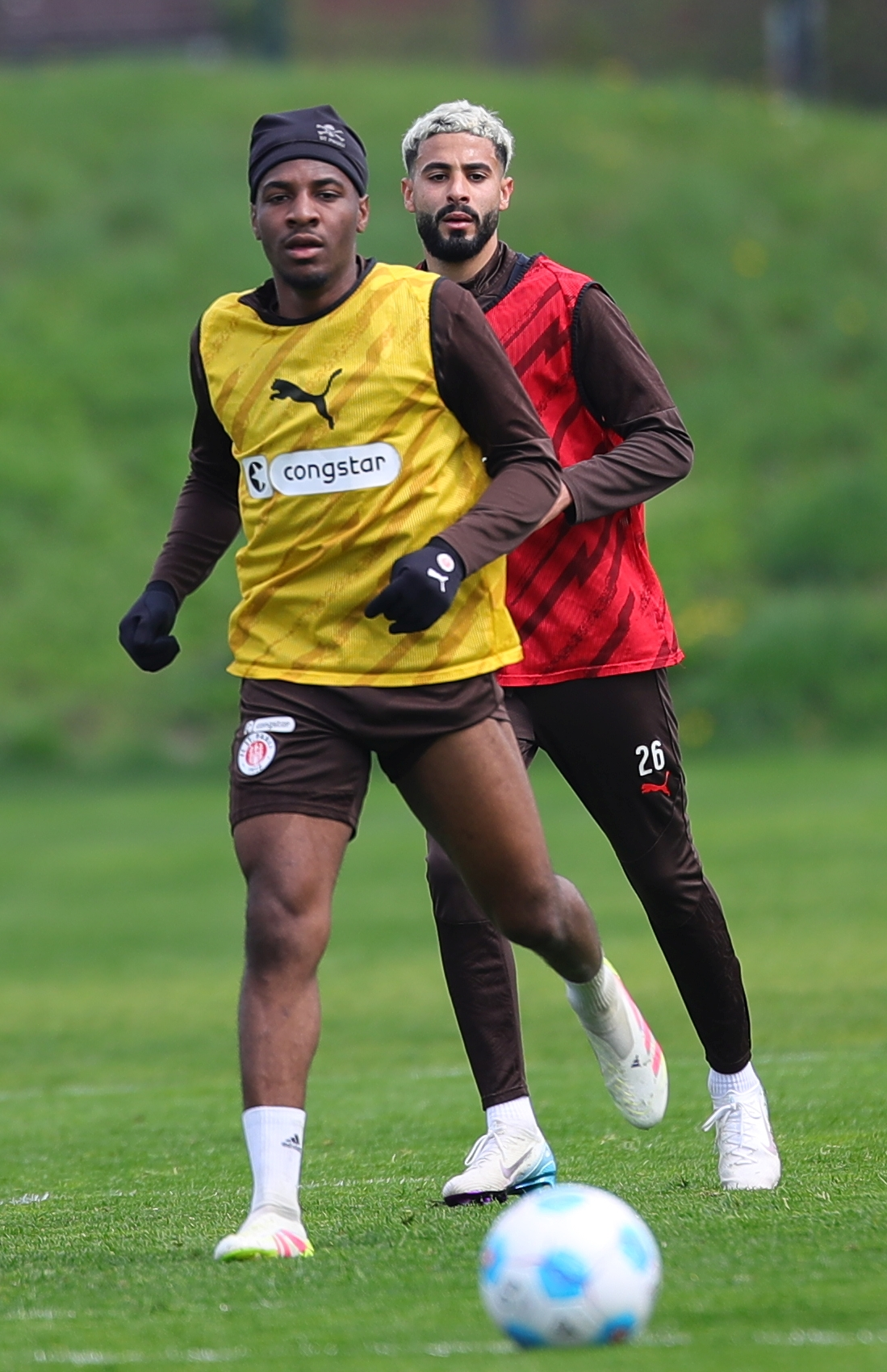
Oladapo Afolayan (* 1997)

- Afonin, Juri Wjatscheslawowitsch (* 1977), russischer Politiker
- Afonin, Matwei Iwanowitsch (1739–1810), russischer Chemiker, Botaniker und Hochschullehrer
- Afonin, Maxim Sergejewitsch (* 1992), russischer Kugelstoßer
- Afonin, Petra (1955–2020), deutsche Schauspielerin, Kabarettistin, Regisseurin, Hörspielsprecherin und Autorin
- Afonin, Wassili Jegorowitsch (1939–2021), sowjetisch-russischer Schriftsteller
- Afonseca e Silva, José Gaspar d’ (1901–1943), brasilianischer Geistlicher, römisch-katholischer Erzbischof von São Paulo
- Afonsinho (1914–1997), brasilianischer Fußballspieler
- Afonso I. († 1543), kongolesischer König des afrikanischen Reiches Kongo
- Afonso, Aniceto (* 1942), portugiesischer Militär und Militärhistoriker
- Afonso, Clément Braz (* 1999), französischer Radrennfahrer
- Afonso, Guilherme (* 1985), angolanisch-schweizerischer Fußballspieler
- Afonso, João, portugiesischer Bildhauer
- Afonso, Jorge, portugiesischer Maler
- Afonso, José (1929–1987), portugiesischer Sänger und Komponist
- Afonso, Nadir (1920–2013), portugiesischer Maler und Architekt
- Afonso, Salomé (* 1997), portugiesische Mittelstreckenläuferin
- Afonso, Sarah (1899–1983), portugiesische Malerin
- Afonso, Yves (1944–2018), französischer Schauspieler
- Afoumba, Gilles Anthony (* 1996), kongolesischer Sprinter

### Afr
- Afra von Augsburg († 304), Märtyrerin, HeiligeAfra von Augsburg († 304)

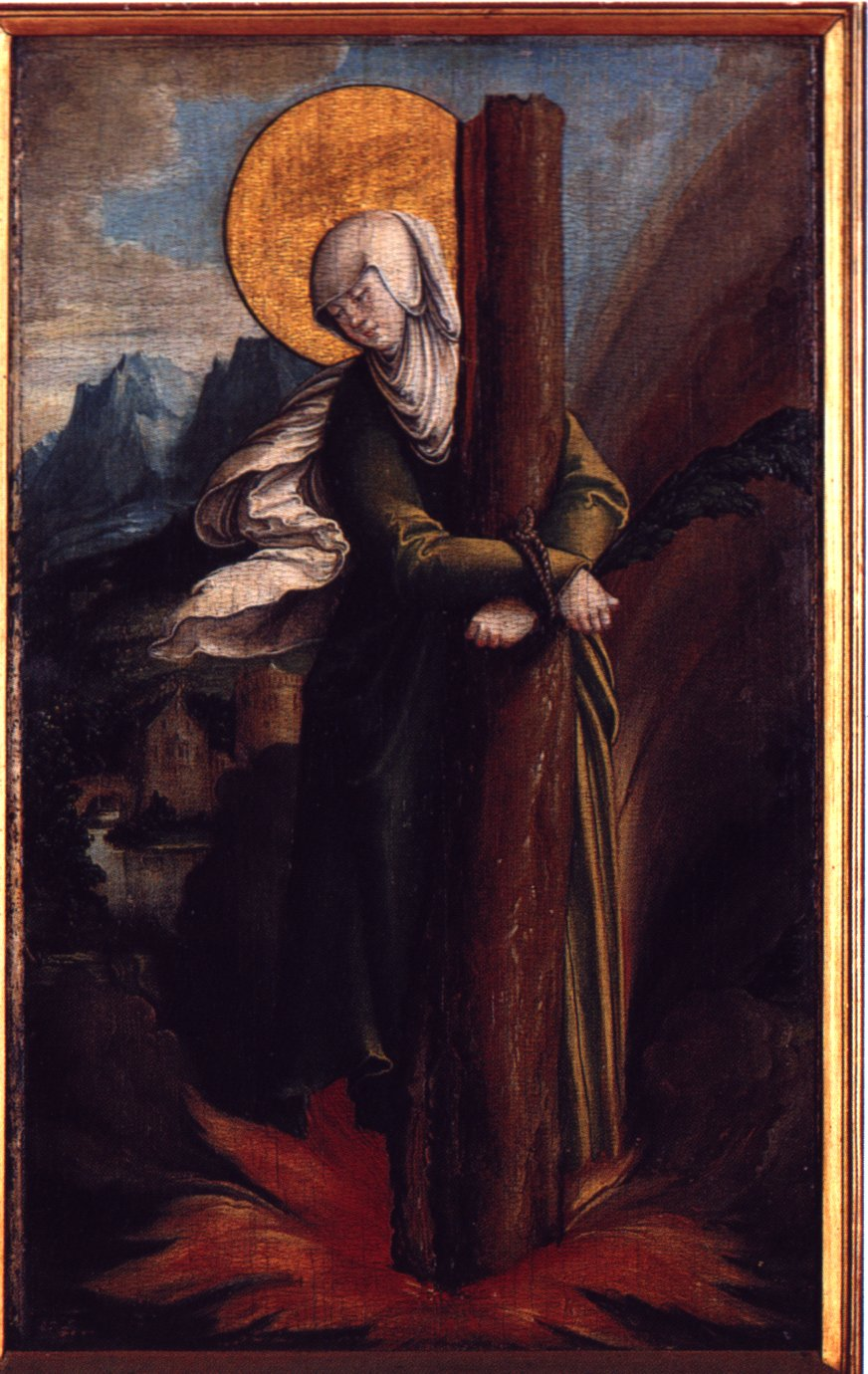
Afra von Augsburg († 304)

- Afrah, Hussein Kulmiye (* 1920), somalischer Politiker und Militär
- Afranius Dexter, Gnaeus, römischer Suffektkonsul (105)
- Afranius Flavianus, Publius, römischer Suffektkonsul (117)
- Afranius Hannibalianus, Marcus, römischer Offizier (Kaiserzeit)
- Afranius, Lucius, römischer Komödiendichter
- Afranius, Lucius († 46 v. Chr.), römischer Politiker und Heerführer der späten Republik
- Afranius, Titus, Führer der italienischen Verbündeten im Bundesgenossenkrieg
- Afrashteh, Sanam (* 1976), deutsche Film- und Theaterschauspielerin sowie Synchronsprecherin iranischer HerkunftSanam Afrashteh (* 1976)

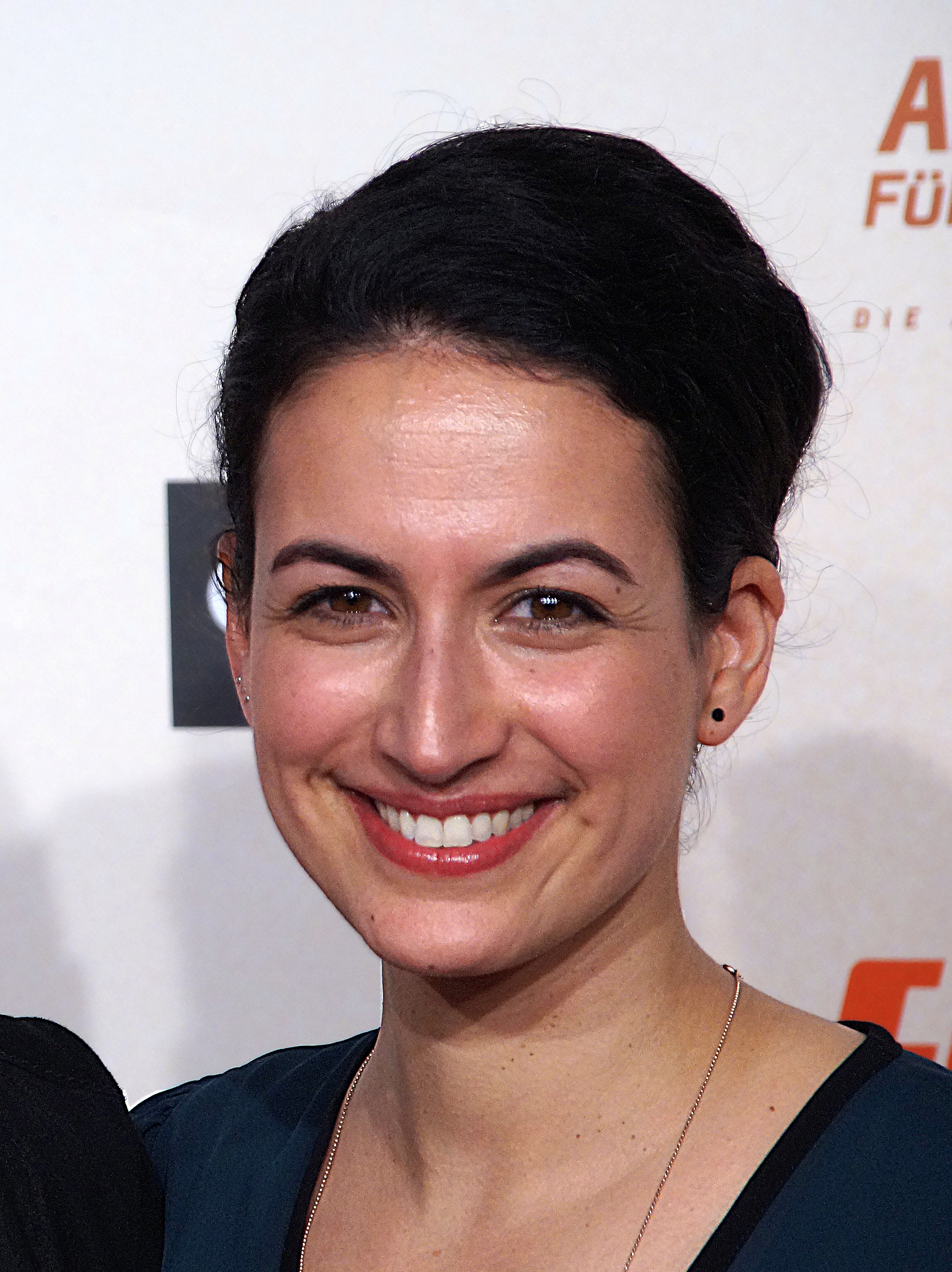
Sanam Afrashteh (* 1976)

- Afrax, Maxamed Dahir (1952–2021), somalischer Schriftsteller und Journalist
- Afriat, Charlotte (* 2002), monegassische Sprinterin
- Afriat, Eric (* 1969), kanadischer Unternehmer und Pokerspieler
- Africa, Ben (* 1938), namibischer traditioneller Führer
- Africa, Mervyn (* 1950), britischer Jazzmusiker
- Africano, Albina (* 1945), angolanische Chemikerin und Politikerin
- Africanus, antiker römischer Toreut
- Africanus, Sextus Iulius, antiker christlicher Historiker
- Afridi, Shaheen (* 2000), pakistanischer Cricketspieler
- Afridi, Shakil (* 1962), pakistanischer Mediziner
- Afridi, Shehryar Khan (* 1971), pakistanischer Politiker und Innenminister
- Afrifa, Akwasi (1936–1979), ghanaischer Staatschef
- Afrifa, Anita, ghanaische Sprinterin
- Afrifa, Elvis (* 1997), niederländischer Sprinter
- Afrifa, Lord (* 2006), ghanaischer Fußballspieler
- Afrifah, Blessing (* 2003), israelischer SprinterBlessing Afrifah (* 2003)

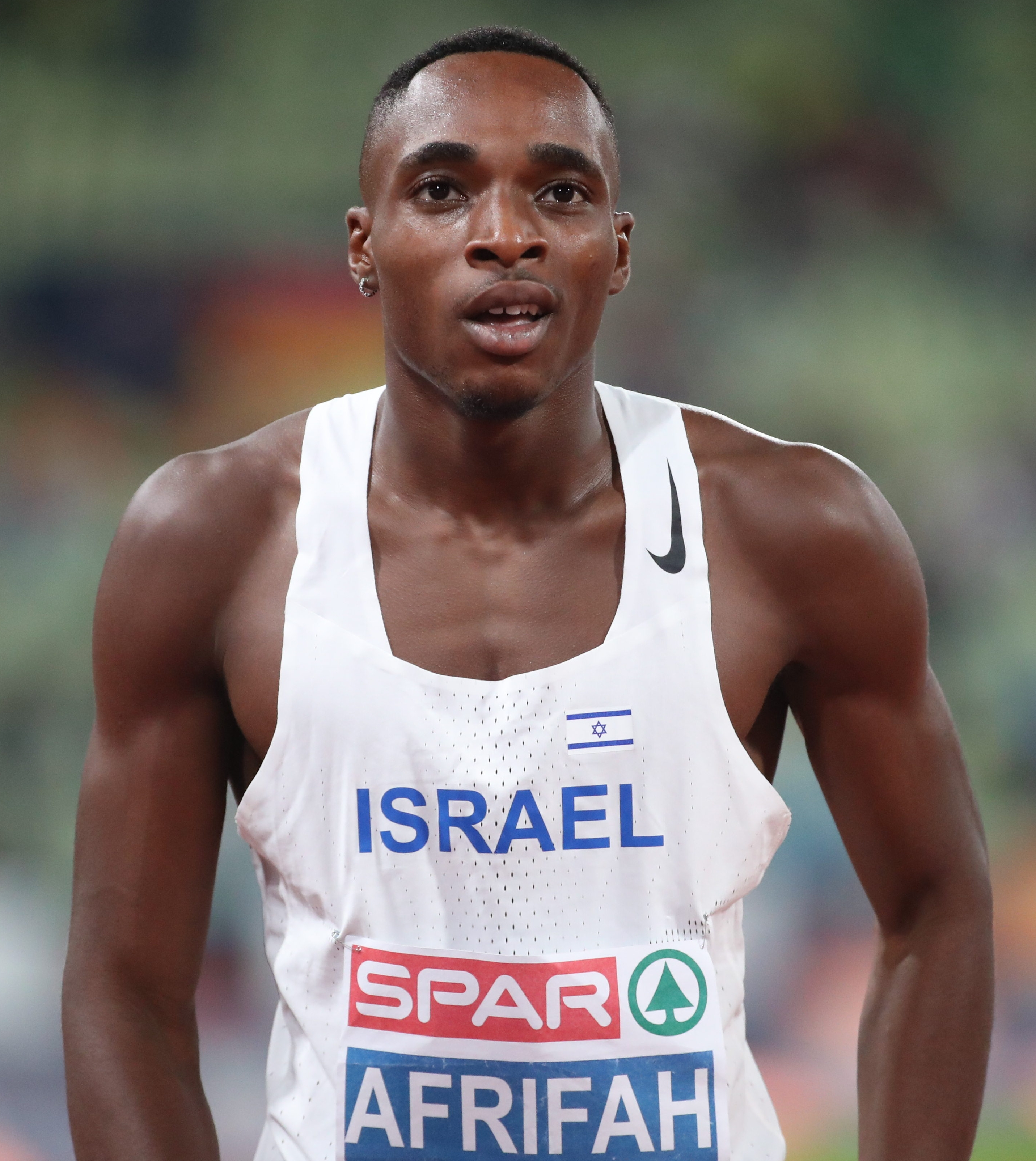
Blessing Afrifah (* 2003)

- Afrifah-Agyekum, Joseph Kwaku (* 1954), ghanaischer Geistlicher, Bischof von Koforidua
- Afrika Islam (* 1967), US-amerikanischer DJ und Produzent
- Afrika, Eugène (* 1971), luxemburgischer Fußballspieler
- Afrika, Sandra (* 1988), serbische Folksängerin
- Afrika, Tatamkhulu (1920–2002), südafrikanischer Schriftsteller und Dichter
- Afrikaner, Christian († 1863), Kaptein der ǃGû-ǃgôun, einer Orlamgesellschaft
- Afrikaner, Eduard (1948–2021), namibischer Führer einer Orlamgesellschaft
- Afrikaner, Hendrina (1952–2011), namibische Führerin einer Orlamgesellschaft
- Afrikaner, Jager (1760–1823), Führer einer Orlamgesellschaft
- Afrikaner, Jan Jonker († 1889), Führer einer Orlamgesellschaft
- Afrikaner, Jonker (1790–1861), Kaptein der ǃGû-ǃgôun
- Afrikaner, Klaas, Kaptein der Orlam
- Afrikaner, Oude Ram, namibischer traditioneller Führer
- Afritsch, Anton (1873–1924), österreichischer Journalist und Politiker, Initiator der Kinderfreunde-Bewegung
- Afritsch, Anton (1902–1990), österreichischer Politiker (SPÖ), Landtagsabgeordneter, Mitglied des Bundesrates
- Afritsch, Josef (1901–1964), österreichischer Gartentechniker und Politiker (SPÖ), Landtagsabgeordneter, Abgeordneter zum Nationalrat
- Afritsch, Viktor (1906–1967), österreichischer Filmschauspieler
- Afriyie, Daniel (* 2001), ghanaischer Fußballspieler
- Afriyie, Hannah (* 1951), ghanaische Sprinterin
- Afriyie, Kolja (* 1982), deutscher Fußballspieler
- Afro Hesse (* 1980), algerischer Rapper
- Afrob (* 1977), deutscher Rapper und Schauspieler eritreischer HerkunftAfrob (* 1977)

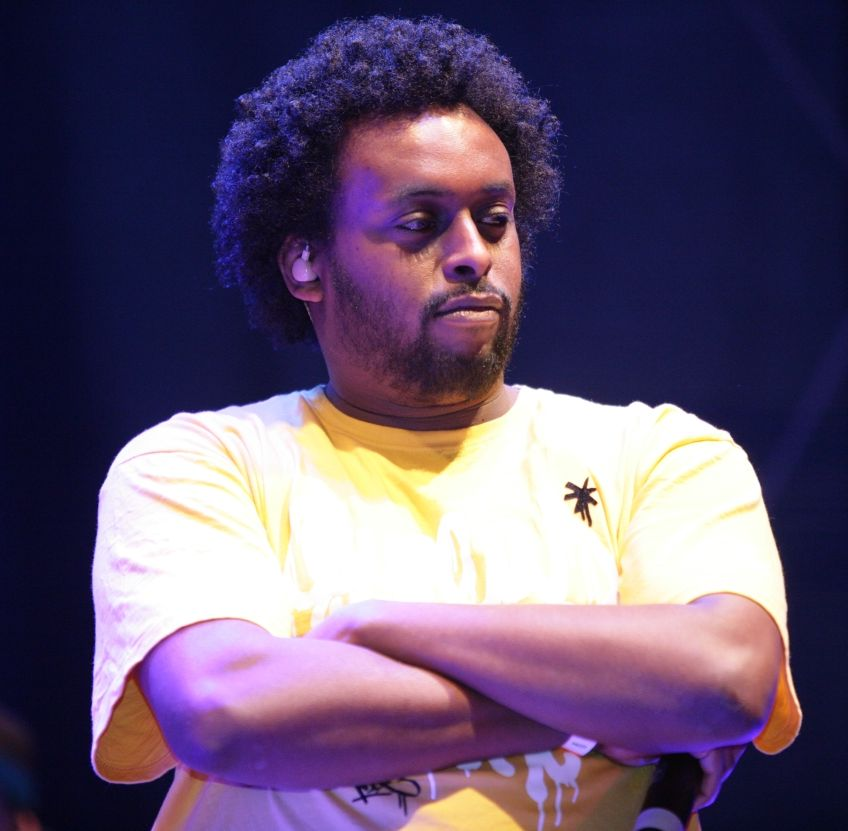
Afrob (* 1977)

- Afrojack (* 1987), niederländischer DJAfrojack (* 1987)

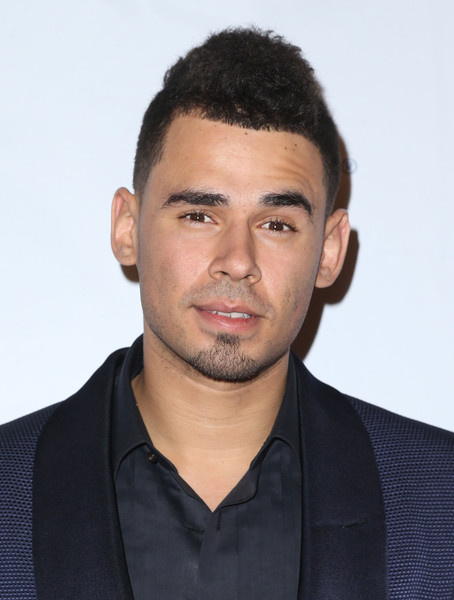
Afrojack (* 1987)

- Afroman (* 1974), US-amerikanischer Rapper
- Afromejew, Wladimir Iljitsch (* 1954), russischer Schachspieler

### Afs
- Afsa, nabatäischer Steinmetz
- Afsah, Ebrahim (* 1972), deutsch-iranischer Rechtswissenschaftler
- Afsametdinowa, Sanija Junussowna (1924–2019), sowjetisch-ukrainische Architektin tatarischer Herkunft
- Afsar, Arianna (* 1991), US-amerikanische Schauspielerin und Model
- Afsari, Rosy († 2007), bangladeschische Schauspielerin
- Afşarlı, Berkan (* 1991), deutsch-türkischer Fußballspieler
- Afschar Ghasemlu, Amir Chosrou (* 1918), persischer Botschafter
- Afschār, Ebrāhim Schah († 1749), Schah von Persien
- Afschār, Iradsch (1925–2011), iranischer Bibliothekswissenschaftler und Historiker
- Afschar, Mohammad Hassan († 1880), iranischer Hofmaler und Porträtist
- Afschartus, Mahmud (1908–1953), iranischer General und Polizeichef
- Afschin (* 1978), iranischer Popsänger
- Afschin Haidar († 841), Prinz und General unter den Abbasiden
- Afshar, Amir Aslan († 2021), iranischer Botschafter
- Afshar, Bamdad (* 1986), iranischer Komponist und Sounddesigner
- Afshar, Farhad (* 1942), Schweizer Soziologe
- Afshar, Haleh, Baroness Afshar (1944–2022), iranisch-britische Politologin
- Afshar, Mahnaz (* 1977), iranische Schauspielerin
- Afshar, Mustafa (* 1988), afghanischer Fußballspieler
- Afshari, Parviz, iranischer Diplomat, Justizbeamter und Autor
- Afshin-Jam, Nazanin (* 1979), kanadische Menschenrechtlerin und Sängerin iranischer Herkunft
- Afşin, Erol (* 1989), türkischer Schauspieler
- Afsprung, Johann Michael (1748–1808), französischer Revolutionär, Lehrer und Publizist und Helvetiker

### Aft
- Aftab, Arooj (* 1985), pakistanische Sängerin, Komponistin und MusikproduzentinArooj Aftab (* 1985)
- Aftah, nabatäischer Steinmetz

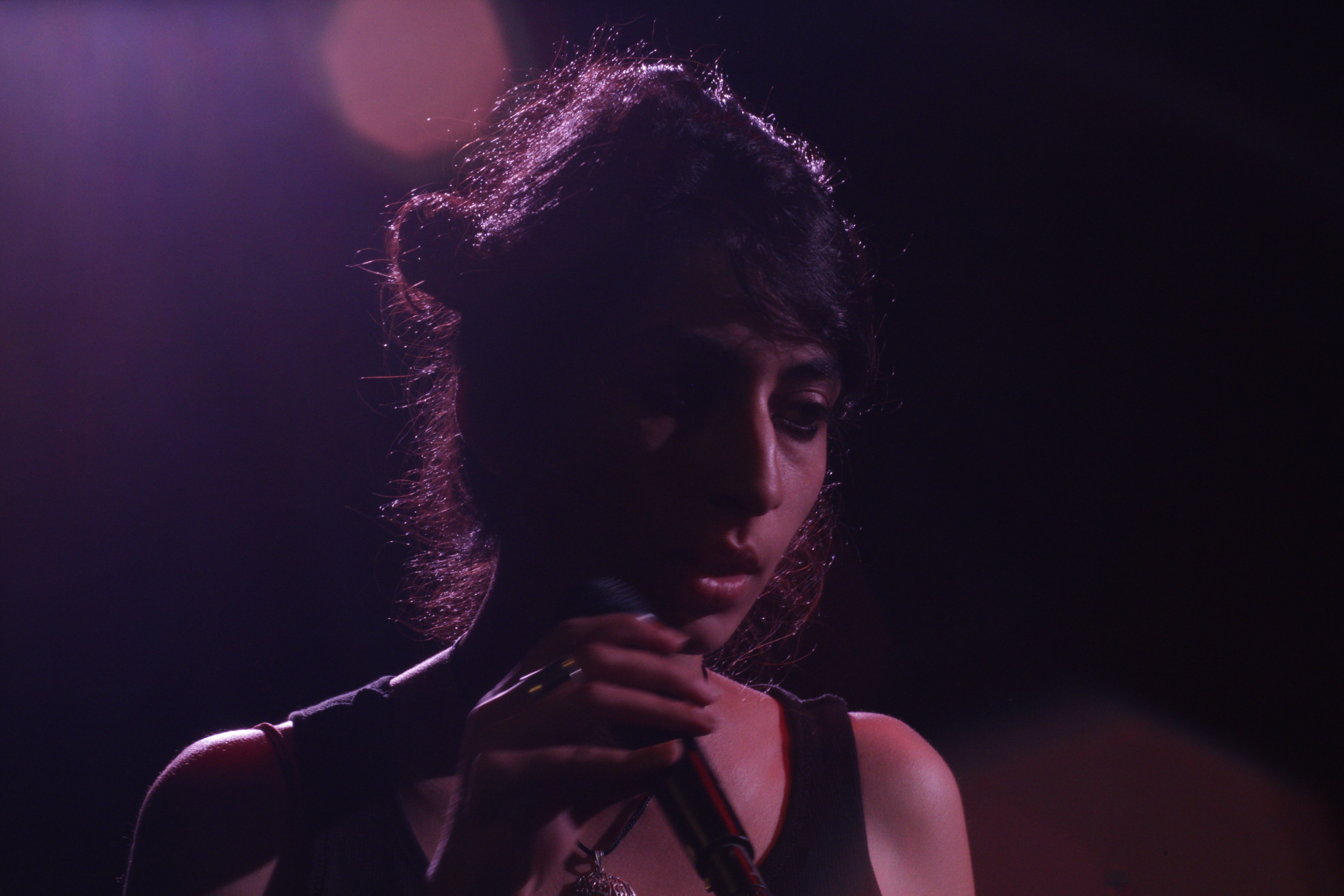
Arooj Aftab (* 1985)

- Aftalion, Albert (1874–1956), französischer Ökonom und Konjunkturtheoretiker
- Aftenie, Vasile (1899–1950), rumänischer Priester, Weihbischof in Făgăraș und Alba Iulia
- Aftergood, Steven (* 1956), US-amerikanischer Wissenschaftler und Publizist
- Afterlife, britischer Musikproduzent
- Aftias, Georgios (* 1956), griechischer Politiker der Nea Demokratia
- Afting, Ernst-Günter (* 1942), deutscher Biochemiker

### Afu
- Afu-Ra (* 1973), US-amerikanischer Rapper (New York)Afu-Ra (* 1973)

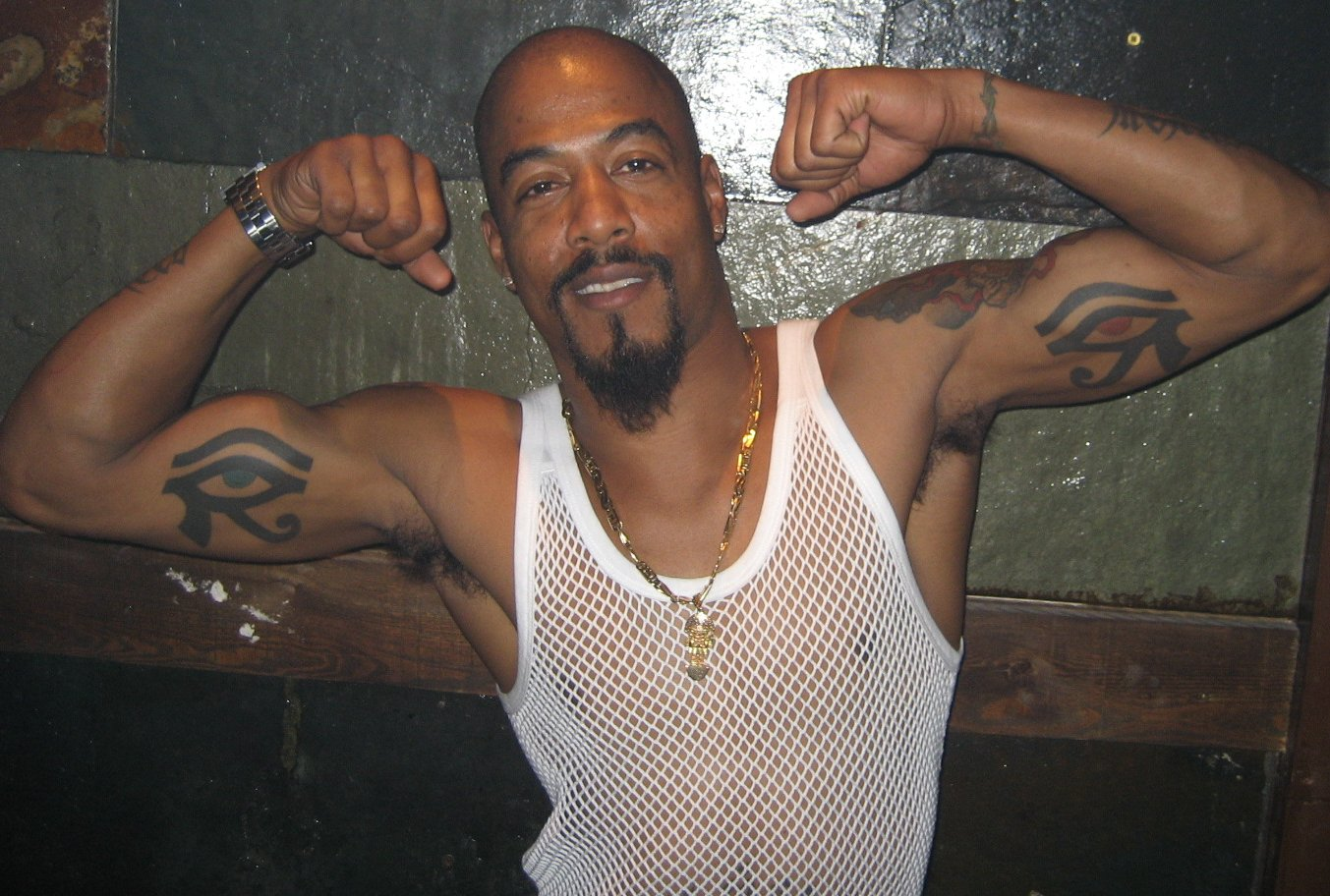
Afu-Ra (* 1973)

- Afuhs, Eva (1954–2011), österreichische bildende Künstlerin

### Afy
- Afyoncu, Erhan (* 1967), türkischer Historiker

### Afz
- Afzal, Anwar (* 1926), afghanischer Fußballspieler
- Afzal, Baig (* 1984), pakistanischer Leichtathlet
- Afzal, Muhammad (1939–2020), pakistanischer Ringer
- Afzal, Muhammad (* 1998), pakistanischer Dreispringer
- Afzelius, Adam (1750–1837), schwedischer Botaniker
- Afzelius, Arvid August (1785–1871), erster Sammler schwedischer Volkslieder
- Afzelius, Johan (1753–1837), schwedischer Chemiker und Hochschullehrer
- Afzelius, Jon Arvid (1856–1918), schwedischer Lehrbuchverfasser